# Rue Brancion
Rue Brancion é uma rua no quartier Saint-Lambert no 15.º arrondissement de Paris, França.

## Rota
A Rue Brancion começa em 6, Place d'Alleray, e termina em 167, Boulevard Lefebvre.
Forma a fronteira leste do Parc Georges-Brassens e atravessa os trilhos desativados da linha ferroviária Petite Ceinture.

Linha Petite Ceinture vista da Rue Brancion
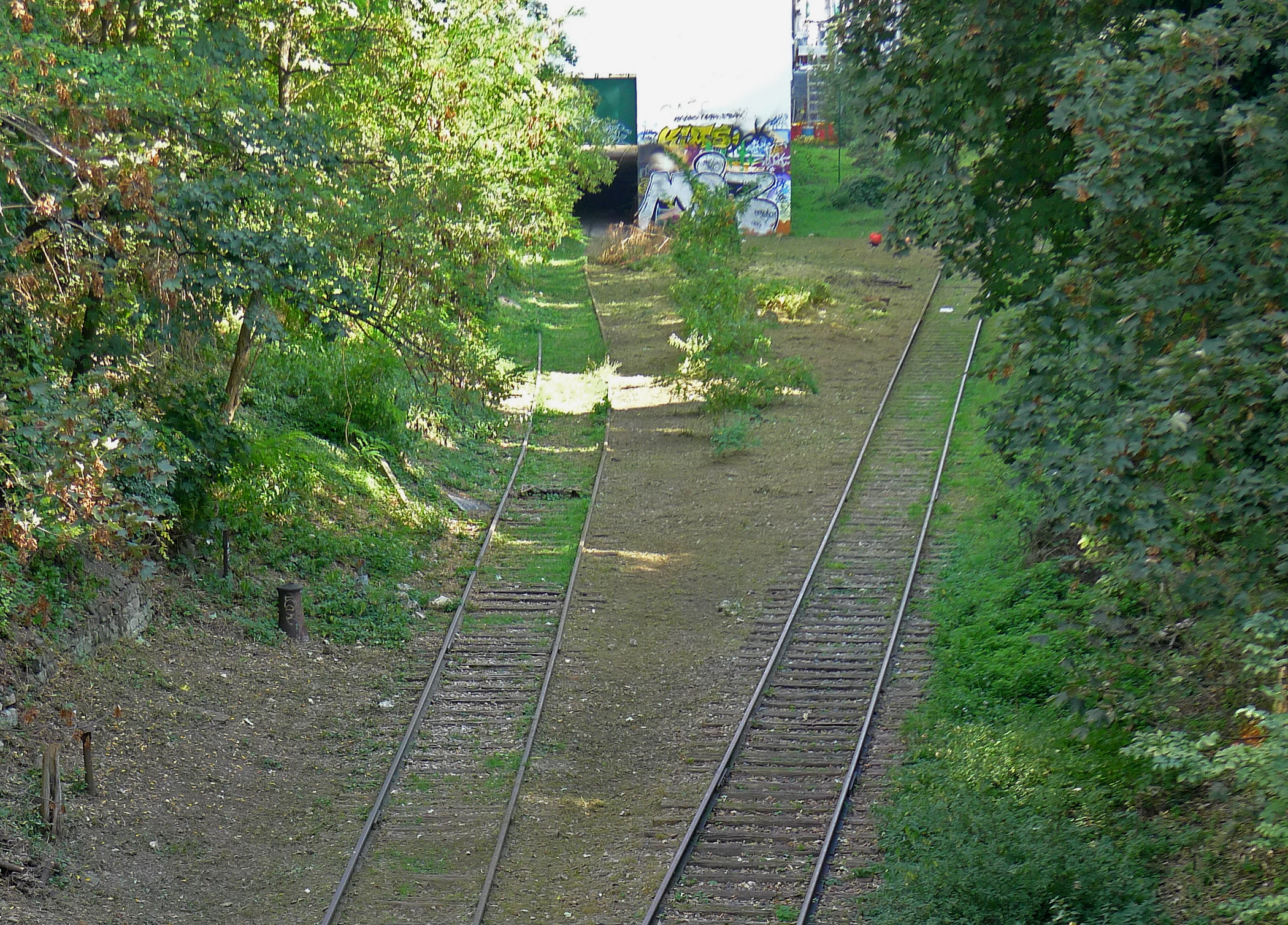
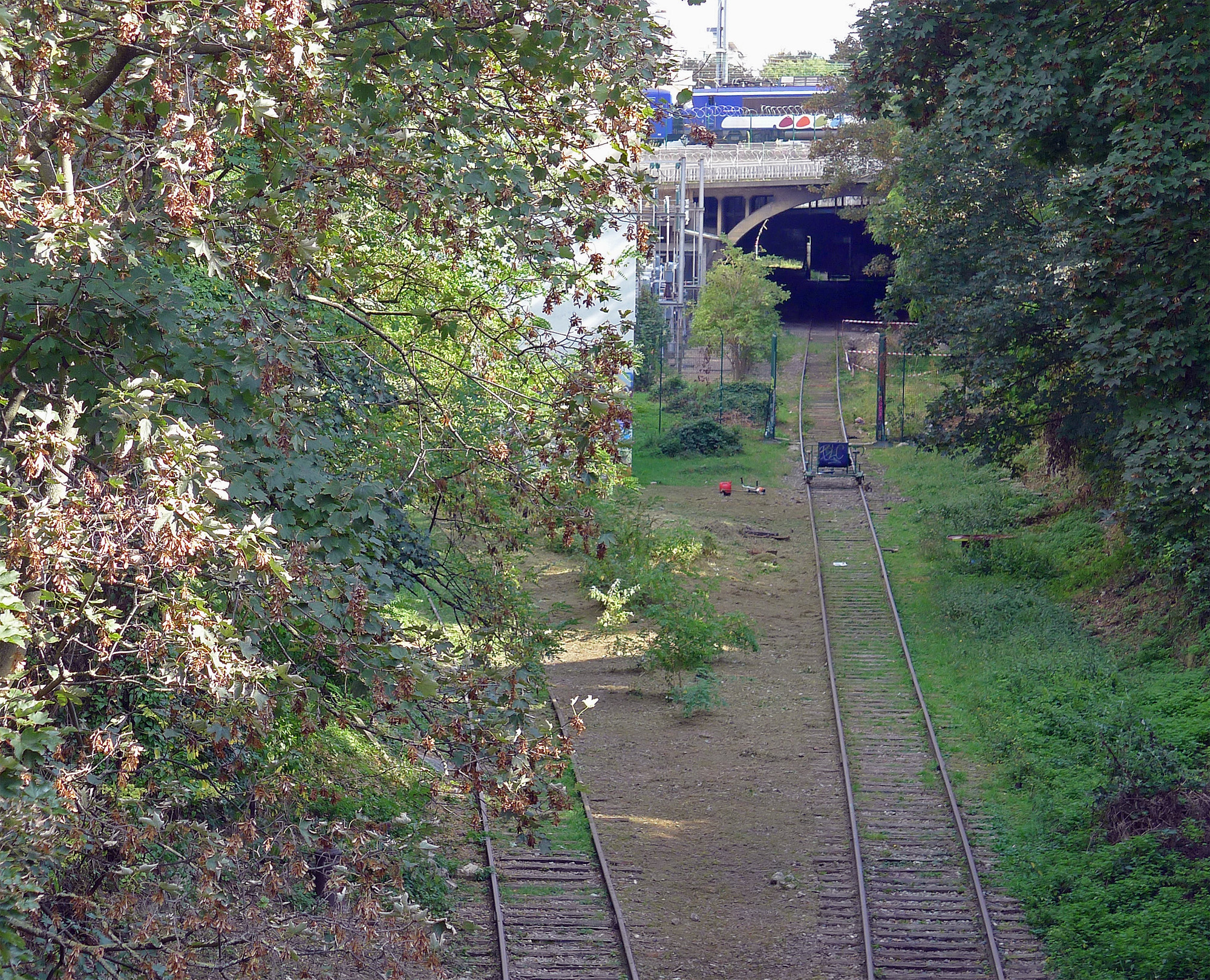

## História
Em 1864 a rua foi nomeada em homenagem ao coronel Adolphe-Ernest Raguet de Brancion, que foi morto no ataque ao bastião de Malakoff em 1855.
A parte sul da rua, entre a Rue des Morillons e o Boulevard Lefebvre, foi anteriormente conhecida como "rue du Pont de Turbigo".
A rua foi estendida da Rue des Morillons para a Rue de Vouillé em 1901, e depois da Rue de Vouillé para a Rue d'Alleray em 1906.

## Edificações significativas e históricas
- No. 10: sede do presidente da France Télécom, depois do Ministère de l'Immigration, de l'Intégration, de l'Identité nationale et du Développement solidaire (2001-2006).[3]
- No. 104: entrada do antigo edifício do mercado de cavalos dos matadouros Vaugirard; agora o Parc Georges-Brassens. Todos os sábados e domingos desde 1987, cerca de 50 livreiros se reúnem aqui para o mercado de livros antigos e usados.

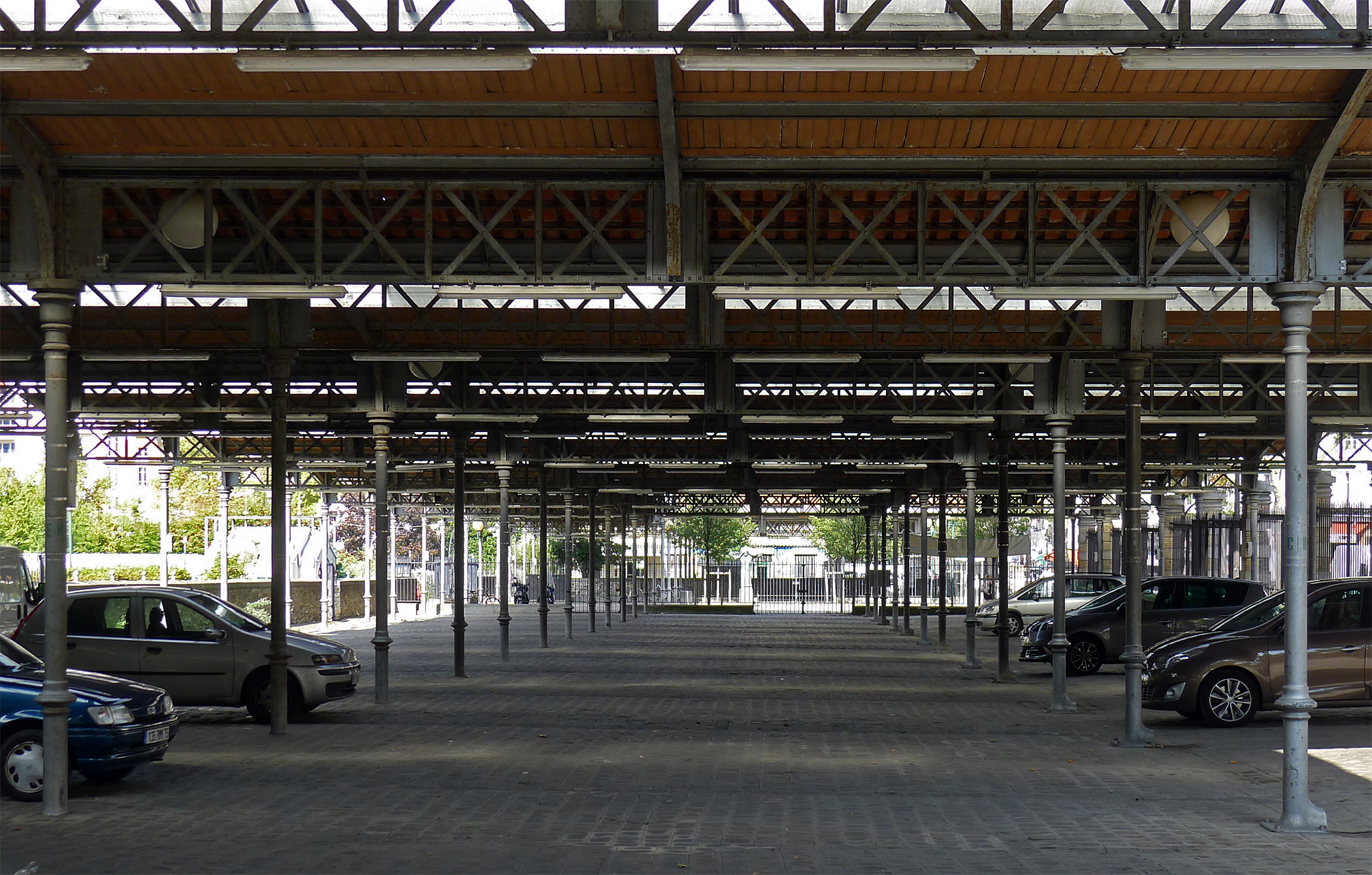
O antigo prédio do mercado de cavalos, onde a feira do livro acontece todos os fins de semana
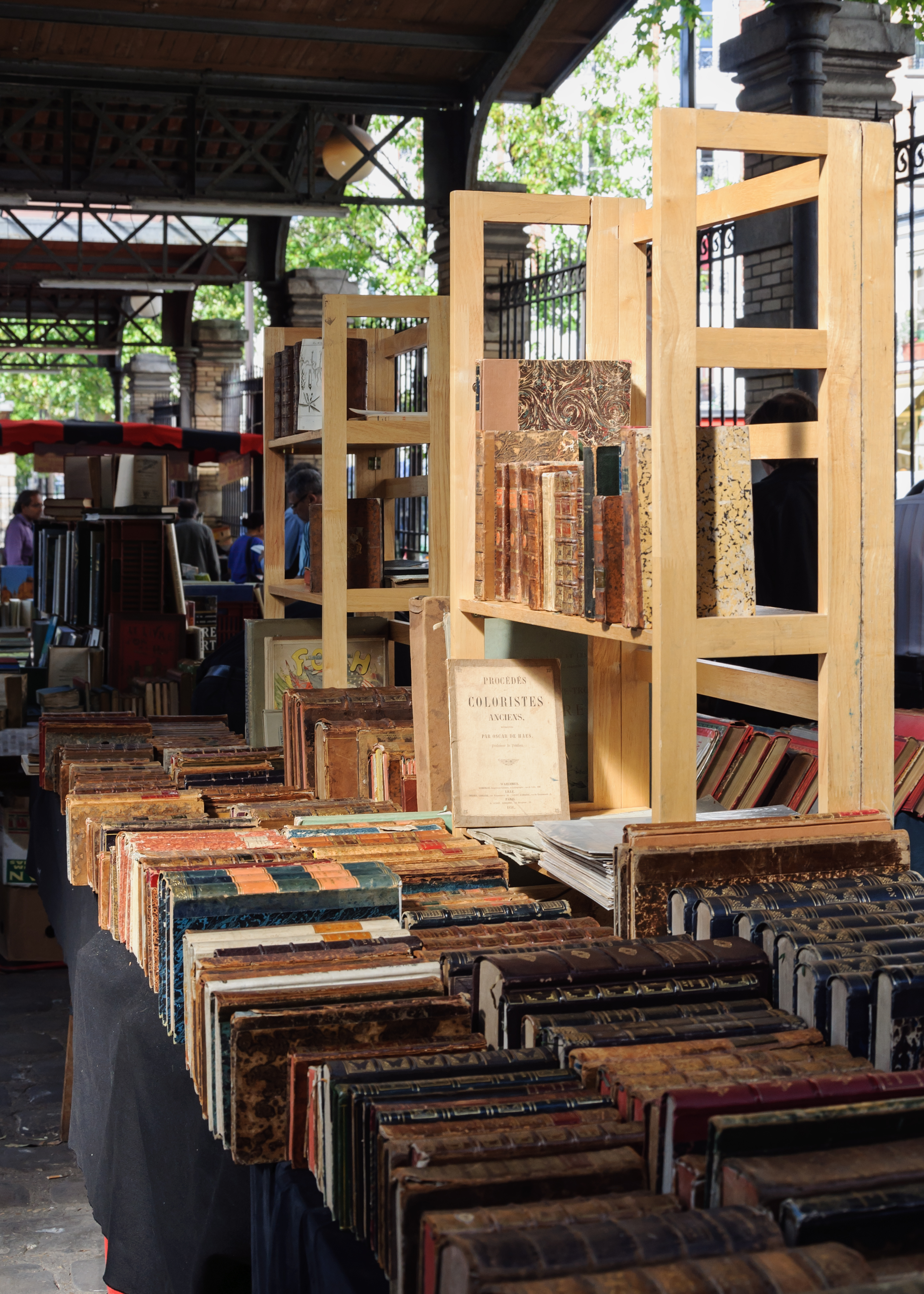
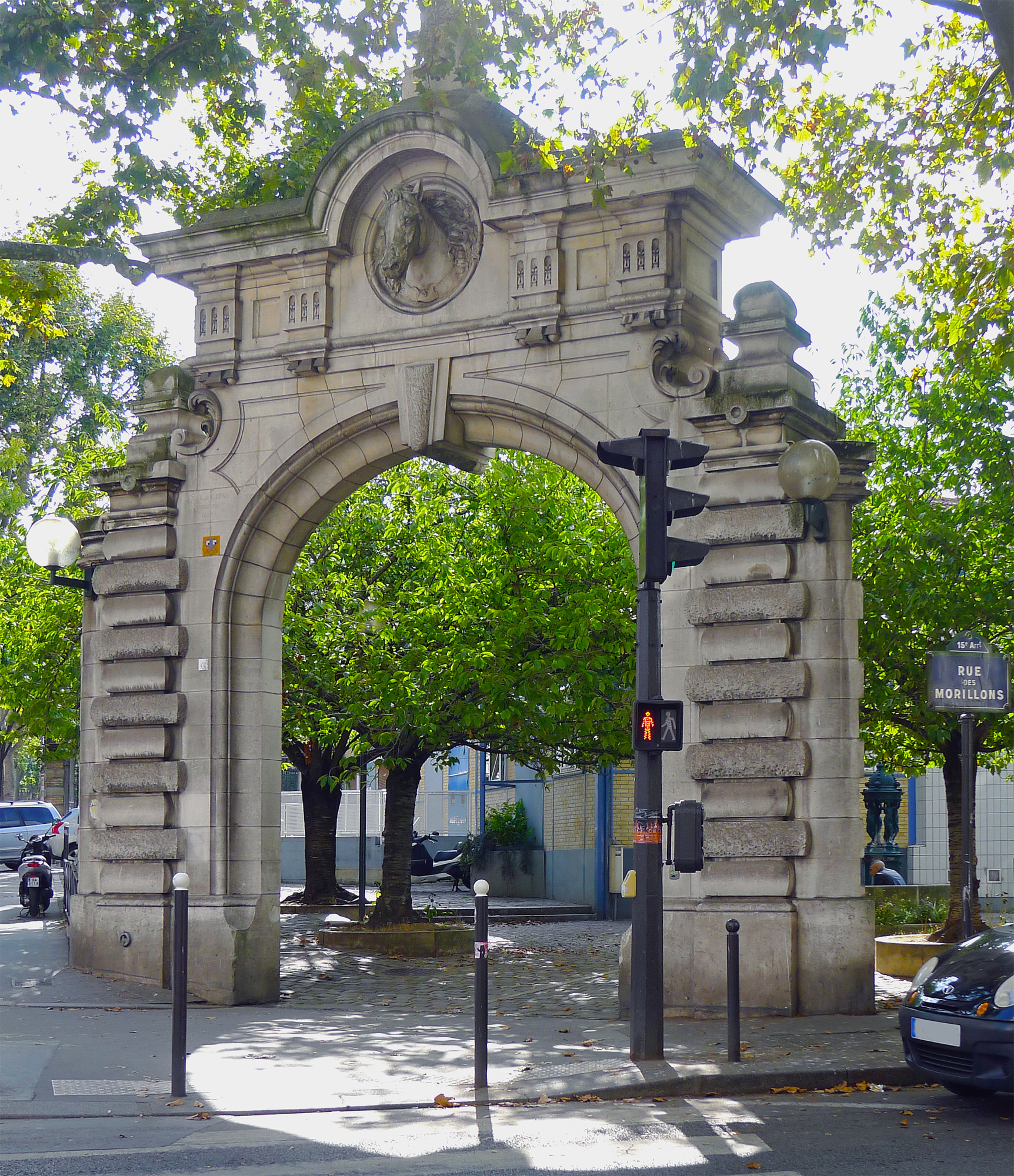
Entrada dos antigos matadouros Vaugirard, no cruzamento da Rue des Morillons com a Rue Brancion.

- Em frente a esta entrada, existem duas estátuas:

Statues
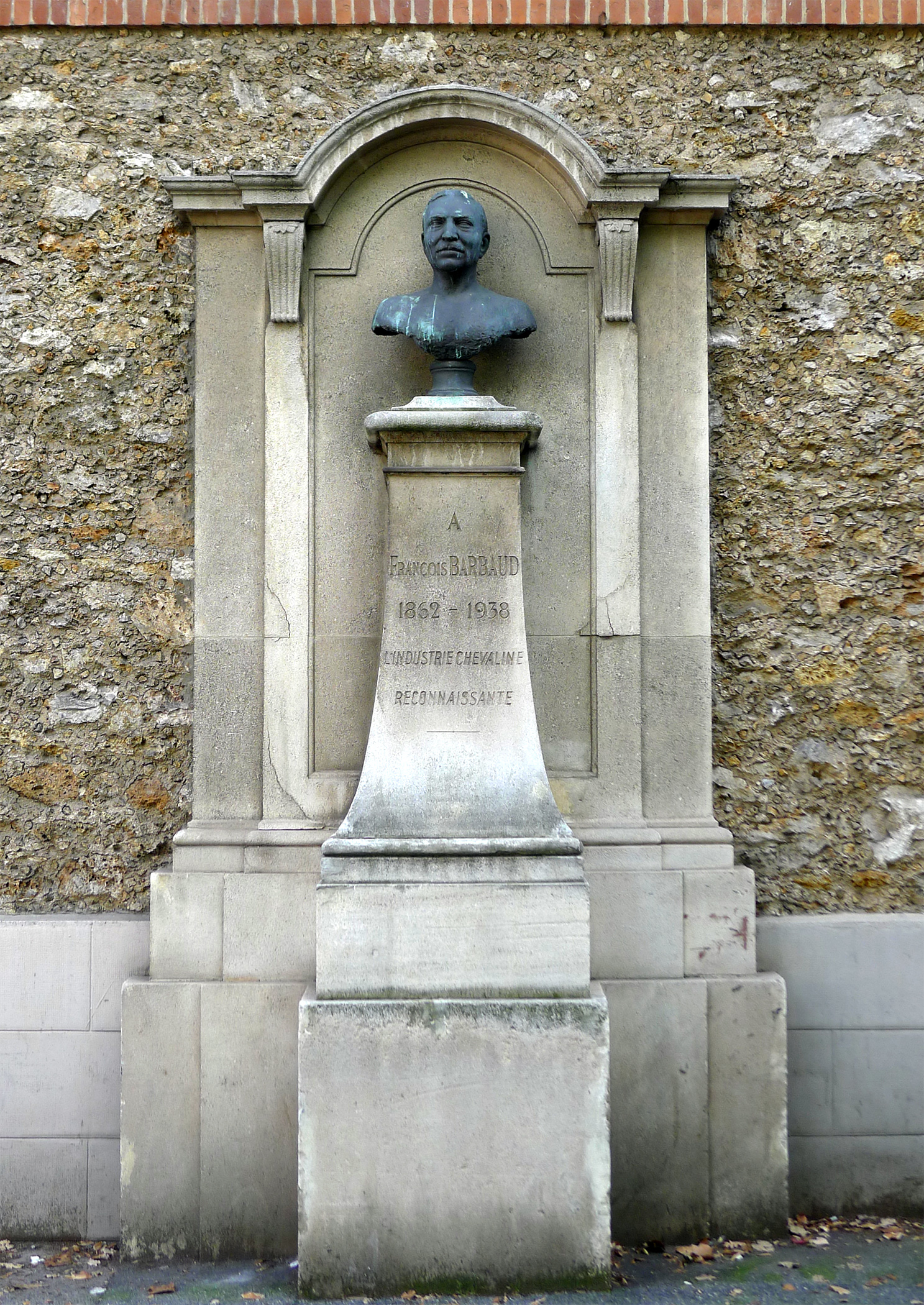
François Barbaud.
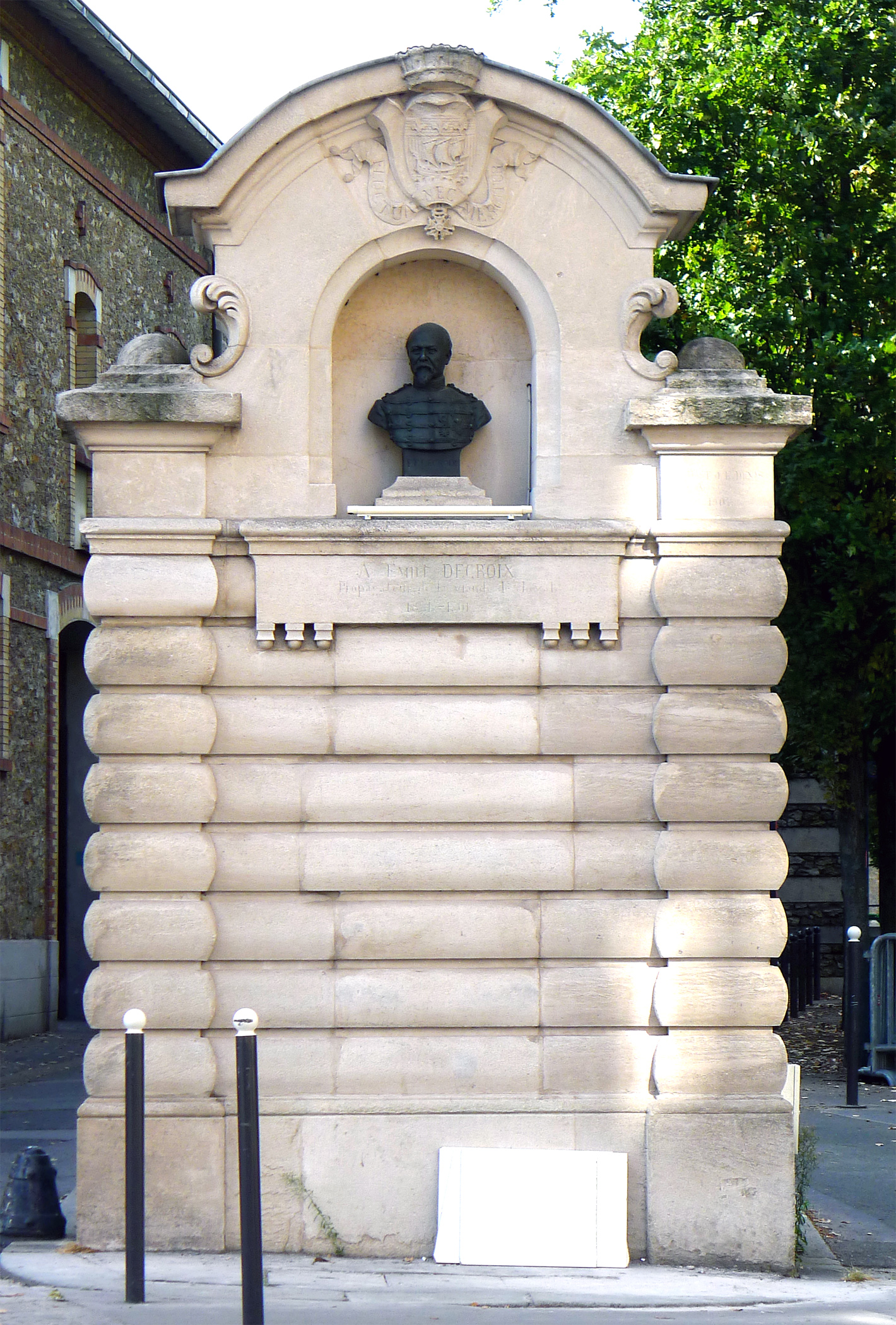
Émile Decroix.

- Um pouco mais adiante, a entrada leva ao Monfort-Théâtre.

Théâtre Le Monfort
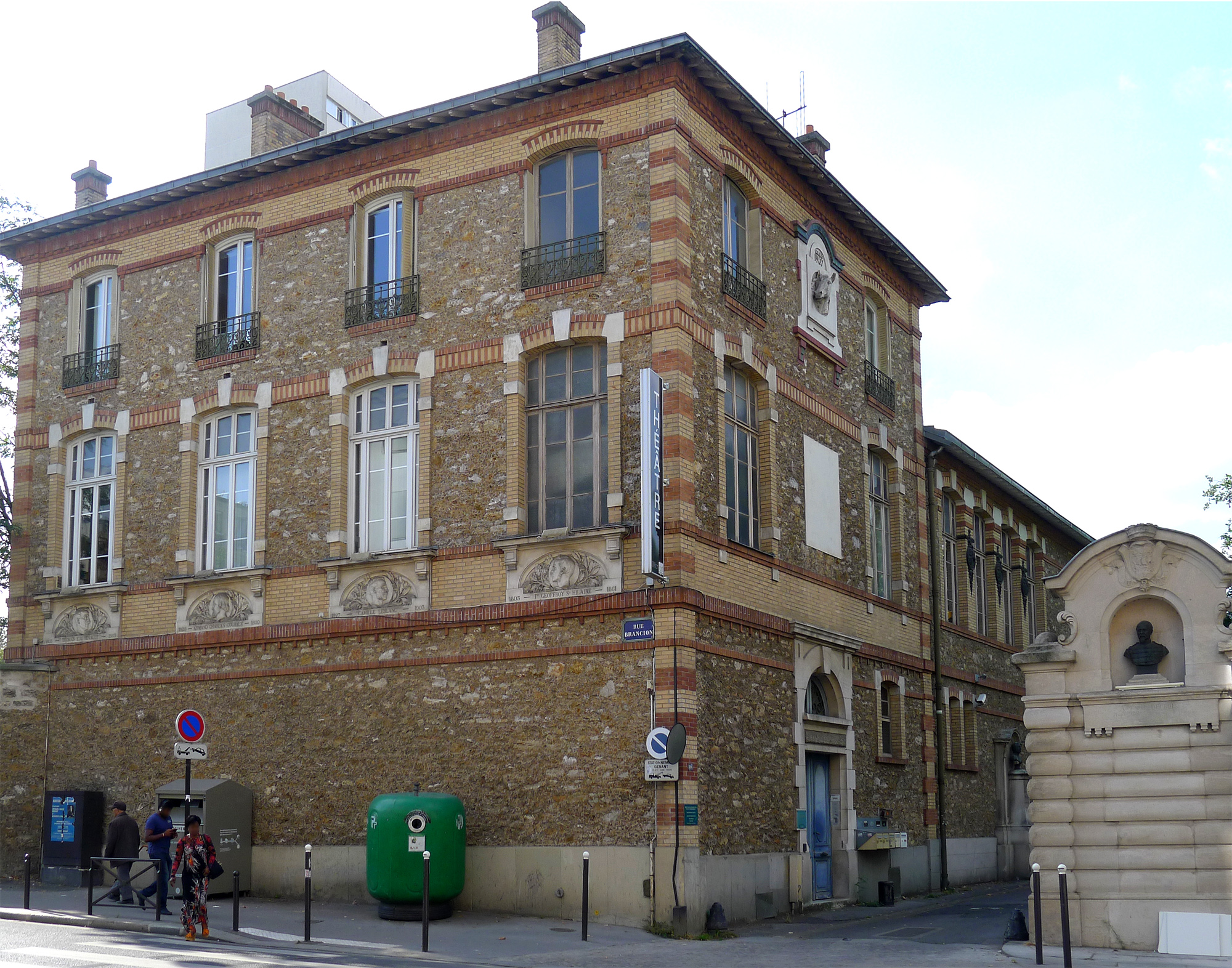
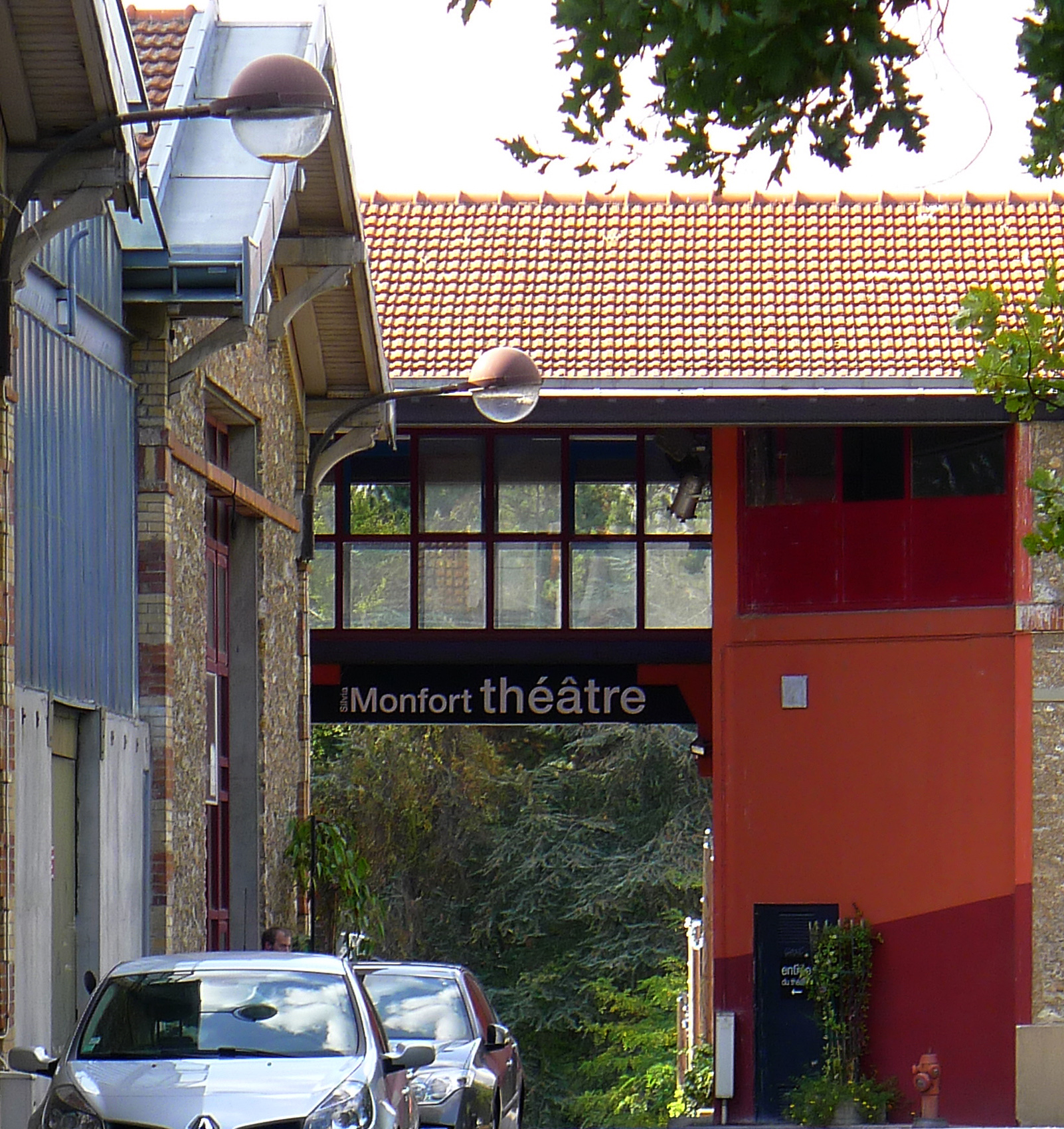